# 부킷잘릴 국립경기장

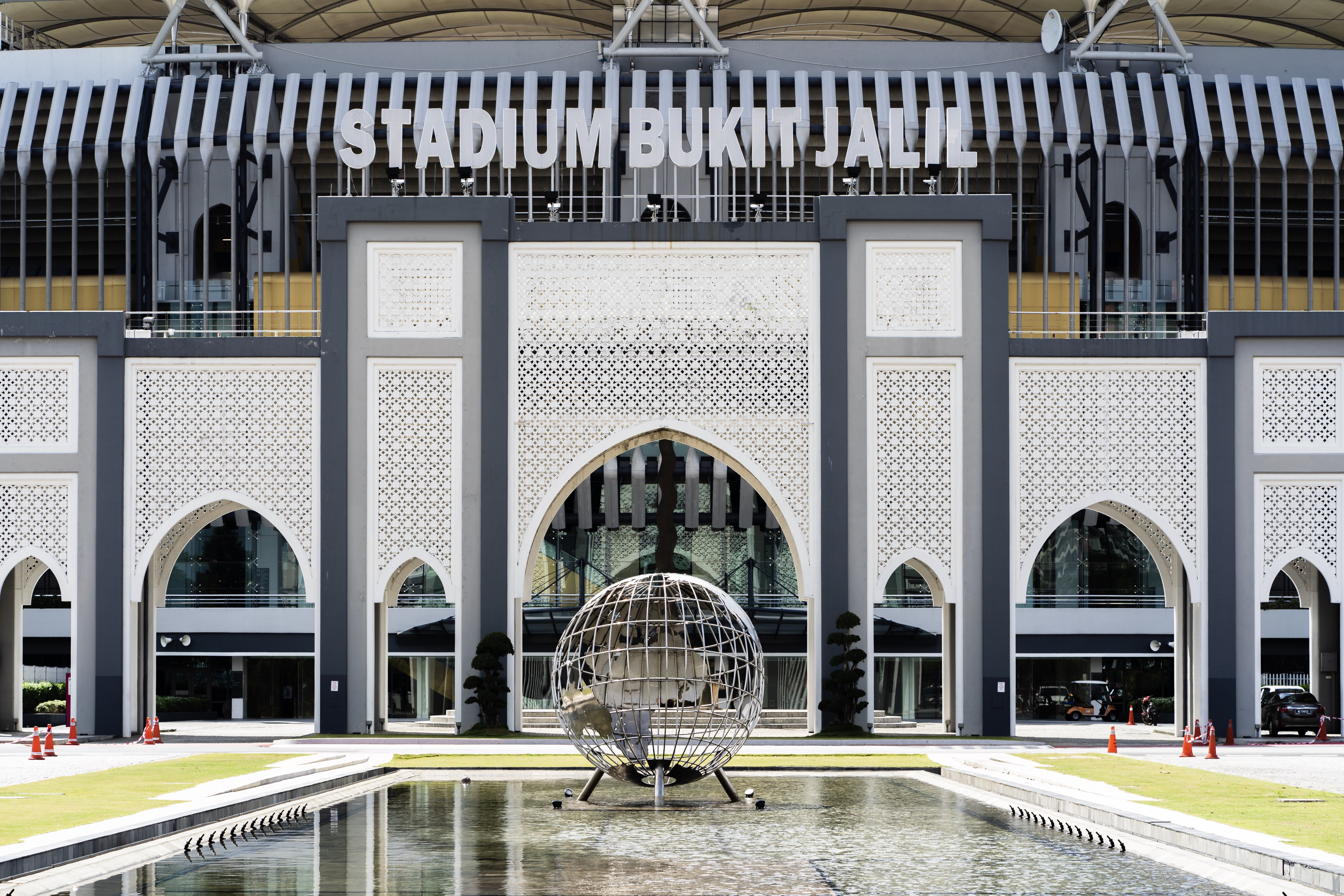
부킷잘릴 국립경기장

부킷잘릴 국립경기장(말레이어: Stadium Nasional Bukit Jalil)은 말레이시아 쿠알라룸푸르 부킷잘릴에 있는 다목적 경기장이다. 1998년 코먼웰스 게임 주경기장으로 건설되었으며 100,000명을 수용할 수 있다.
말레이시아의 대표적인 경기장 가운데 하나로 손꼽히고 있으며 말레이시아 축구 국가대표팀의 홈구장이기도 하다.

## 대회
- 1998년 코먼웰스 게임 주경기장
- 2007년 AFC 아시안컵